# Barkelsby
Barkelsby település Németországban, Schleswig-Holstein tartományban. Lakosainak száma 1550 fő (2023. december 31.).

## Népesség
A település népességének változása:
| Lakosok száma | 1425 | 1429 | 1470 | 1515 | 1522 | 1572 | 1567 | 1550 |
|               | 1975 | 2010 | 2014 | 2017 | 2019 | 2021 | 2022 | 2023 |